# Uniunea Asociațiilor Arabe de Fotbal

Logo-ul UAFA

Uniunea Asociațiilor Arabe de Fotbal (arabă: الاتحاد العربي لكرة القدم; engleză: Union of Arab Football Associations), denumită prescurtat și UAFA, este corpul administrativ al fotbalului din țările arabe.

## Membri
| Asia (AFC) - Bahrein - 1976 - Irak - 1974 - Iordania - 1974 - Kuweitului - 1976 - Liban - 1978 - Oman 1978 - Palestina - 1974 - Qatar - 1976 - Arabia Saudită - 1974 - Siria - 1974 - Emiratele Arabe Unite - 1974 - Yemen - 1978 | Africa (CAF) - Algeria - 1974 - Insulele Comore - 2003 - Djibouti - 1998 - Egipt - 1974 - Libia - 1974 - Mauritania - 1989 - Maroc - 1976 - Somalia - 1974 - Sudan - 1978 - Tunisia - 1976 |